# Kuldar Sink

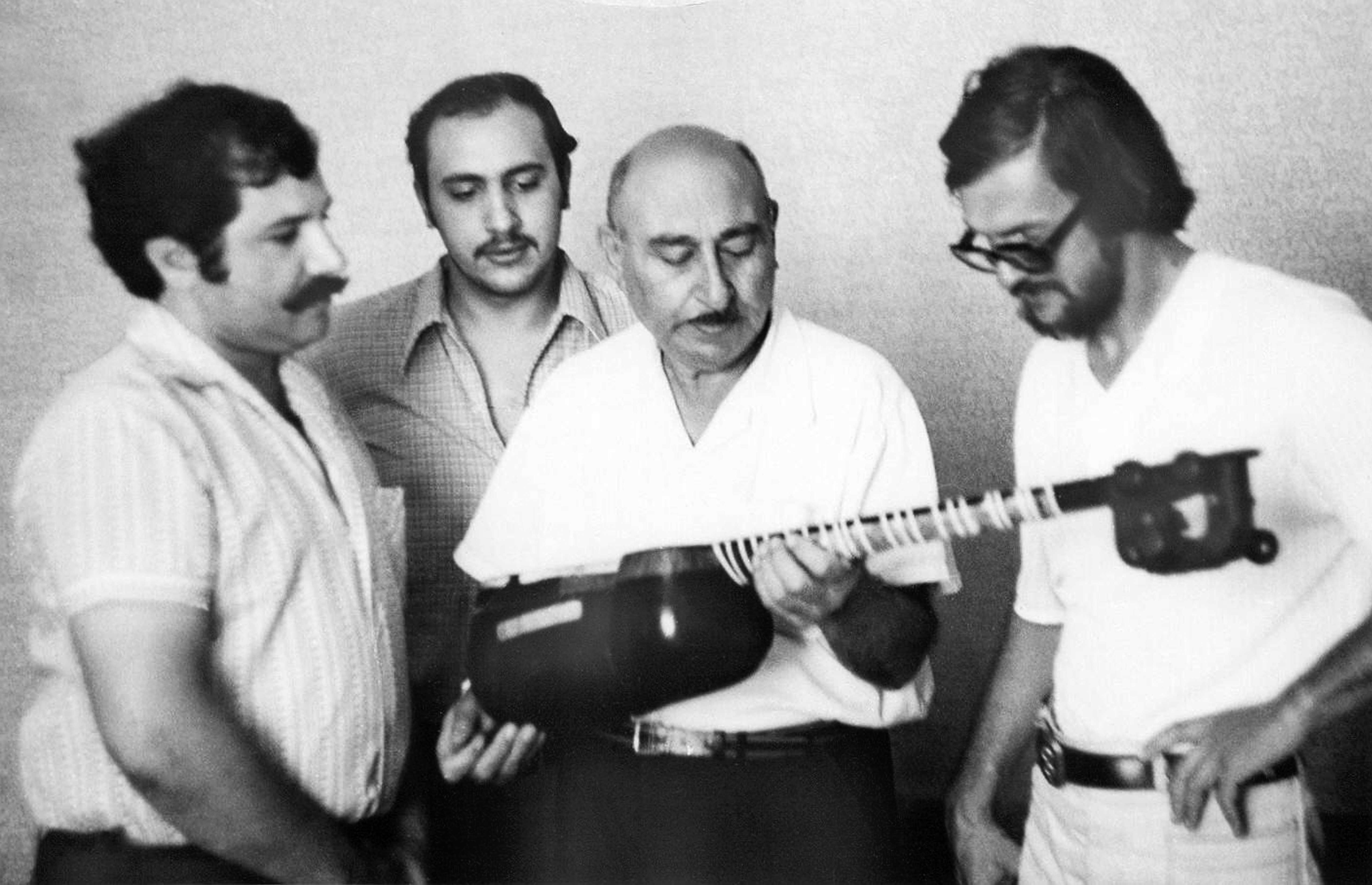
Kuldar Sink (rechts), Bahram Mansurov, Eldar Mansurov und Hasan Adigozalzade in Baku im Jahr 1978

Kuldar Sink (* 14. September 1942 in Tallinn; † 29. Januar 1995 im Dorf Kõrve, damals Gemeinde Meremäe/Estland) war ein estnischer Komponist, Flötist und Cembalist.

## Leben und Wirken
Kuldar Sink war der Sohn eines Pastors und der Komponistin Marje Sink und der jüngere Bruder des estnischen Politikers Tunne Kelam. Er studierte Flöte, Musiktheorie und Komposition bei Veljo Tormis an der Musikschule von Tallinn und absolvierte die Abschlussprüfungen als Komponist und Flötist. Von 1961 bis 1966 studierte er am Sankt Petersburger Konservatorium Komposition bei Andrei Pawlowitsch Petrow. Anschließend wirkte er als Flötist im Opern- und Ballett-Theaters „Estonia“, im Orchester des Estnischen Rundfunks und als Pianist und Cembalist des Kammerorchesters von Tallinn. Seit 1973 lebte er als freischaffender Komponist.

## Werke
- Drei Romanzen nach Texten von Federico García Lorca, 1959
- Drei Stücke für Streicher, 1960
- Kammersinfonie Nr. 1, 1963
- Fünf Chaiku nach japanischer Naturlyrik, 1964
- Quartett, 1964
- Die Jahreszeiten, Kantate nach Texten von Juhan Liiv und japanischen Gedichten, 1965
- Kleine Streichquartette, 1965
- Concertino für Flöte und Kammerorchester, 1965
- Divertissement für Violinen, drei Hörner und zwei Posaunen, 1965
- Anima absentis für Chor, 1966
- Klavierquintett, 1966
- Vier Kompositionen für zwei Klaviere, 1966
- Kammersinfonie Nr. 2, 1967
- Oktett, 1967
- Zwei kleine Quartette, 1972
- Berge und Menschen für Klavier, 1977
- Sinfonie für drei Flöten, 1984
- Die Lieder von Tod und Geburt, Zyklus nach Texten von Federico García Lorca, 1985
- Sinfonie für vier Flöten, 1985
- Maarjamaa missa, Messe, 1990
- Die Jahreszeiten, Zyklus für Mezzosopran, Flöte, Gitarre und Cello, 1990
- Ave Maria VII, 1991
- Ave Maria VIII, 1991
- Psalmen Nr.  42, 62 und 107 für gemischten Chor, 1991
- Vaterunser für Sopran solo, 1992
- Zwei Lieder nach Rainer Maria Rilke, 1993
- Requiem für Männerchor, 1993
- Psalm Nr. 89 für gemischten Chor, 1993
- Vaterunser für gemischten Chor, 1993